# マルト (チェーンストア)

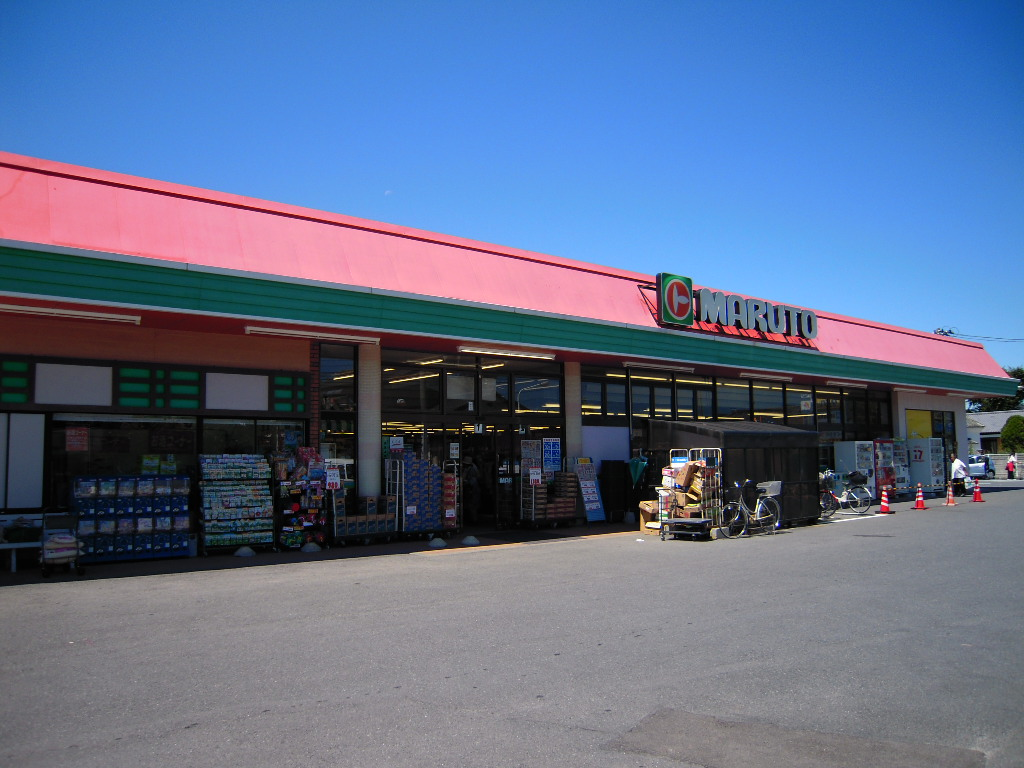
マルト平窪店（いわき市）

株式会社マルト（英文社名：Maruto Co.,Ltd.）は、福島県いわき市に本社を置き、福島県および茨城県に店舗を持つスーパーマーケットチェーンである。コーポレートスローガンは「フレッシュ＆ハート」。
スーパーマーケットの共同仕入れ機構であるCGCグループに加盟している。

## 概要
食料品を中心に日用品などを扱うスーパーマーケットで、本社のある福島県いわき市を中心に、茨城県内（日立地区・水戸地区）にも店舗網を持つ。
グループ会社でドラッグストア・調剤薬局事業の「くすりのマルト」と共に出店する業態を基本とするが、ショッピングセンター業態としてグループ企業の、衣料品販売事業「ファミリー」、インストアベーカリーなどの外食事業「ハロー」と共に出店したり、他社テナント（ホームセンターなど）と共同出店する業態もある。

## 沿革
- 1892年（明治25年） - 安島松太郎が雑貨店を創業。
- 1964年（昭和39年）4月 - マルト駅前店を雑貨店からスーパーマーケットに業態転換。
- 1964年（昭和39年）10月 - 株式会社マルト設立。チェーン店展開を開始。
- 1968年（昭和43年）9月 - 株式会社丸光の経営を引き受ける。
- 1976年（昭和51年）8月 - 株式会社マルト丸光設立。
- 1977年（昭和52年）8月 - 株式会社マルト商事設立。
- 1979年（昭和54年）4月 - CGCグループに加盟。
- 1983年（昭和58年）5月 - 株式会社くすりのマルト設立。
- 1984年（昭和59年）2月 - 株式会社ファミリー設立。
- 1991年（平成3年）5月 - 株式会社ハロー設立。
- 1998年（平成10年）2月 - 茨城県進出。日立市に日立東金沢店開店。
- 2000年（平成12年） - マルトカード（ポイントカード）サービス開始。
- 2005年（平成17年） - 株式会社マルトグループホールディングス設立。
- 2016年（平成28年）12月 - 株式会社光惣菜センターを吸収合併。

## ポイントカード
グループ各店で「マルトカード」と称するポイントカードサービスを実施している。ポイントカードは現金専用でクレジット機能は付いていない。
2015年4月から、CGCグループの電子マネーICカード「CoGCa (コジカ) 」を導入した。

## 関連会社
- 株式会社マルトグループホールディングス - 持株会社
- 株式会社くすりのマルト - ドラッグストア・調剤薬局
- 株式会社ファミリー - 衣料品店
- 株式会社ハロー - 飲食業
- 有限会社ハロー保険サービス - 保険代理店[6]
- 株式会社マルト丸光
- 株式会社マルト商事